# Devri
Devri: Le dictionnaire diachronique du breton est un dictionnaire diachronique breton en ligne créé en 2016 par le linguiste Martial Ménard,.